# Samuel P. Heintzelman
Samuel Peter Heintzelman (1805. szeptember 30. – 1880. május 1.) az Amerikai Egyesült Államok szárazföldi hadseregének vezérőrnagya volt. Szolgált a szeminol háborúban, a Mexikói–amerikai háborúban, a Yuma háborúban és a Cortina problémák során. Az Amerikai polgárháború kezdetén a keleti hadszíntér befolyásos vezetője volt és a Potomac hadsereg hadtestparancsnoki beosztását láttal el. 

## Ifjúsága és katonai szolgálatának kezdete
Heintzelman a Pennsylvania állambeli Manheimben született. Édesapja Peter Heintzelman volt, édesanyja Ann Elizabeth Grubb Heintzelman. Apai nagyszülei német emigránsként érkeztek az amerikai gyarmatra, míg anyja őseiben angol és skót vér csörgedezett és a 17. századi gyarmati korszakban érkeztek a földrészre. 1822. július 1-jén felvételt nyert a West Point katonai akadémiára. 1826-ban évfolyama 17. eredményével végzett és július 1-jével kezdődően címzetes hadnagyi rangot kapott a 3. US gyalogezredben. Később átkerült a 2. US gyalogezredhez és Fort Gatriotban, Fort Mackinacben és Fort Bradyben az északi határvidéken teljesített szolgálatot. 1833. március 4-én előléptették főhadnagynak és Floridába helyezték át. Itt szállásmester volt a csapatok mellett, majd részt vett a Második Szeminol háborúban. 1838. július 7-én századosi rangot kapott a minisztérium Szállásmesteri hivatalától. Egészen 1842-ig a 2. US gyalogezreddel maradt, nagyjából a háború végéig. 1844-ben a New York állambeli Albanyben feleségül vette Margaret Stuartot. 1847-ben a mexikói-amerikai háború kitörésekor Winfield Scott hadseregéhez csatlakozott és részt vett a kezdeti összecsapásokban. A Huamantlai ütközetben tanusított bátor és képzett helytállásáért 1847. október 9-én címzetes őrnagyi rangot kapott. 1848-ban ezredével együtt megkerülte a Horn-fokot és Kaliforniába hajózott. Több évet szolgált Kaliforniában és az Arizona Territóriumon. 
1851 decemberében Heintzelman már őrnagyként részt vett a Yuma Expedícióban. San Diegói őrhelyéről rendelték ki a Quechan törzs által szított felkelést leverni, melyet a Yuma háború néven emlegettek. Expedíciós erői megépítették Fort Yuma erődjét a Gila és a Colorado folyók torkolatánál és ezt követően 1852 októberében megkötötték a békét. Négy évig maradt Fort Yuma parancsnoka és ezalatt jelentős mennyiségű indiánellenes harcot vívott a Rio Grande határvidékén. A yumai indiánok elleni sikeres expedícióért címzetes alezredesi rangot kapott. 1855. március 3-án áthelyezték az 1. US gyalogezredhez a texasi határvidékre fort duncan erődjébe és a Verdei táborba. 1858-ban a katonai szolgálatból ideiglenes eltávozást kapott, hogy elnökölhesse a Sonora Exploring and Mining Company vállalatát (Sonora Feltáró és Bányászati Vállalat), mely Cerro Gordóba települt, Arizona állam déli részén. Tucsontól délre Heintzelman irányította a kitermelést, mint igazgató. 1859-ben az Első Cortina háború idején jórészt saját maga vívta ki Juan N. Cortina erejével szemben a győzelmet. A város a polgárháború során híressé vált róla, hogy mexikói banditák az elrejtett kincsek utáni kutatás közben a bányászok között véres mészárlást hajtottak végre.

## A polgárháborúban
1861. május 14-én Heintzelmant ezredessé léptették elő a 17. US gyalogezrednél, majd három nappal később az önkéntes hadsereg dandártábornokává. A Washingtoni katonai hivatalt vezette és ebbéli minőségében felügyelte Alexandria és Arlingtoni magaslatok elfoglalását. 1861 júniusában, mikor a hadsereget a konföderációs erők ellen vezényelték, Heintzelman hadosztályparancsnok lett. Hadosztályát William Franklin, Orlando B. Willcox és Oliver O. Howard ezredesek dandárja képezte. 1861. július 21-én harcolt a Első Bull Run-i csatában és David Hunter hadosztályával együtt a befejezetlen vasút nyomvonalán haladt előre a Sudley-gázlóhoz. Az átkelést reggel 9 óra körül kezdték meg az alkalmatlan útvonalon való lassú előrehaladás után. A Matthews-domb elleni harcokból így a hadosztály kimaradt. A Henry-domb megtámadásakor Franklin és Willcox a centrumban harcolt, Howard dandárja pedig a jobb szárnyon. Heintzelman, Hunter és Willcox egyaránt a sebesültek között volt, Heintzelman a könyökén sebesült meg. A harmadik hadosztály összesen 1068 embert vesztett.
1861. november 12-én a 2. michigani gyalogezred betört a Virginia állambeli Lortonba, majd kirabolta és felgyújtva megsemmisítette a Pohick templomot. A 2. michigeni ezred Heintzelman hadosztályába tartozott. A templomot 1769-ben másokkal együtt George Washington, George Mason és George William Fairfax építtette, majd az 1812-es brit-amerikai háború után Martin Van Buren elnök, John Quincy Adams és Francis Scott Key állíttatta helyre. A kifosztása pótolhatatlan kegytárgyak tömkellegét semmisítette meg, vagy rabolta el.
1862 márciusában Lincoln elnök megszervezte a Potomac hadseregben a hadtesteket és Heintzelmant a III. hadtest parancsnokává jelölte ki. Heintzelman ebben a minőségében vett részt az 1861 áprilisában kezdődő Virginia-félszigeti hadjáratban. Hadteste vívta meg Yorktown ostromát, ahol az erőd bevételéhez felhasztnálták az Uniós Ballon hadtest technológiai vívmányát, a léggömböt. Heintzelman és hadosztályparancsnoka, Fitz John Porter az első utasok között voltak a megfigyelő állomáson. Jórészt a III. hadtest ereje viselte a Williamsburgi ütközet harcának terheit is. Az ütközetben tanusított magatartásáért 1862. május 5-én vezérőrnaggyá léptették el az önkéntes hadseregben.
Május 31-én a Virginia-félszigeti hadjáratot lezáró Fair Oaks-i és Seven Pines-i csatában az Észak-virginiai hadsereg hadsereg ellentámadásba lendült, de nem tudott áttörni. Silas Casey dandártábornok IV. hadtestbeli hadosztályát D. H. Hill vezérőrnagy támadta meg. Heintzelman két hadosztálya kezdetben messze hátul állomásozott és nem hallotta Erasmus D. Keyes hadtestének harcait. Mivel a parancsnok, George B. McClellan vezérőrnagy maláriás beteg volt, Heinztelman tőle sem kapott parancsot és Keyes sem értesítette semmiről. Ennek ellenére Philip Kearny hadosztályát Keyes segítségére küldte. Kearney, Casey és Darius N. Couch hadosztályai nem tudták állni a rohamot, de nem bomlottak fel, hanem rendezett visszavonulásban hátráltak  Seven Pines faluja felé. James Longstreet vezérőrnagy támadása idején már újabb két hadosztály csatlakozott a harchoz Joseph Hookeré Heintzelmantól és Israel B. Richardsoné Edwin V. Sumner hadtestétől. A Seven Pines-i vereséget ellensúlyozta azonban, hogy a Potomac hadsereg másik fele derekasan állta a konföderációs rohamokat Fair Oaksnál, sőt Sumner másik hadosztálya utána ellentámadásba lendült és teret nyert. A Hétnapos hadjárat után csatában való bátor és képzett helytállásért 1862. május 31-ére dátumozva Heintzelman a hivatásos hadsereg tiszteletbeli dandártábornoki rangját kapta meg.
A Hétnapos hadjárat harcaiból jelentős részt vállaltak az Oak Grove-i ütközetben és a Glendale-i csatában. Glendale-nél Heintzelman másodszor is megsebesült, mikor egy erejét vesztett golyó eltalálta a csuklóját. A horzsolás hatására pár hétig nem volt képes használni a bal kezét. Heintzelman hadtestét átmenetileg a Virginiai hadsereg kötelékébe helyezték át, melyet John Pope vezérőrnagy irányított. Pope hadseregének vonala mögött Stonewall Jackson hadteste kifosztotta a manassasi ellátmányraktárat. Pope lehetőséget látott az Észak-virginiai hadsereg felének megsemmisítésére és támadás alá vette Jacksont a Második Bull Run-i csatában. Mialatt Pope figyelmét lekötötte, hogy megtörje Jackson védelmét, az Észak-virginiai hadsereg másik szárnya James Longstreet vezérőrnagy irányítása alatt elsöprő támadást indított. Minden előléptetése ellenére Heintzelman eredményeit két agilis alárendeltje, Hooker és Philip Kearny hadvezetése okozta, amihez nem tett hozzá sem a Virginia-félszigeti hadjáratban, sem a Hétnapos hadjáratban, de az Észak-virginiai hadjáratban sem. Hooker és Kearny népszerűsége és elismertsége folyamatosan növekedett, míg az övé meg nem. Az egyetlen kivétel ez alól az volt, hogy a Gaines' Mill-i ütközet után a visszavonulás helyett három hadtestparancsnok ellentámadást javasolt a konföderációs erőkkel szemben, de McClellan ezt nem fogadta el. Heintzelman egyike volt ennek a háromnak.
A Második Bull Run-i csata után Lee üldözte a főváros felé visszaáramló Virginiai hadsereget. A Chantilly-i ütközetben a III. hadtest súlyos veszteségeket szenvedett el és elesett Philip Kearny is. Közel került a csatatérről való pánikszerű megfutáshoz is. 1862. szeptember 4-én ezért Heintzelmant felmentették a parancsnokság alól, túl öregnek és túl kevéssé agilisnak találva őt. A főváros védműveinek parancsnoka lett, majd 1864. januárjában átvezényelték az Északi hivatal katonai parancsnoksága alá. Tíz hónapig maradt ezen a szolgálati helyén, ahol harcot nem láthatott és ezután sem kapott több érdemi beosztást a háború végéig. 1865. augusztus 24-én Heintzelman beosztása az önkéntes hadseregnél megszűnt, így visszatért a hivatásos hadsereg kötelékébe, ezredesi ranggal. Íróasztal melletti szolgálatot látott el különböző katonai tanácsokban és vizsgálóbizottságokban, majd részt vett Texas állam megszállásában és rekonstrukciós politika alá helyezésében. 
Heintzelman 1869. február 22-én elérve a hadsereg 62 éves kötelező nyugdíjkorát, visszavonult. Búcsúzóul előléptették vezérőrnagynak, ezért nyugdíját ezzel a ranggal kapta meg. A hadsereg elhagyása után különféle new yorki és washingtoni cégek igazgatói bizottságaiban vállalt munkát. 1874-ben véglegesen visszavonult és 1880-ban, 74 éves korában elhunyt. A Forest Lawn temetőben van elhantolva, a New York állambeli Buffaloban. Halála oka orvosa szerint a Virginia-félszigeti hadjáratban 18 évvel korábban szerzett mellhártyagyulladás volt.
Unokája, Stuart Heintzelman West Point akadémiát végzett 1899-ben, szolgált a Első Világháborúban és vezérőrnagyi rangig emelkedett.

## Emlékezete
A Második világháború Liberty hajóinak egyikét, az SS Samuel Heintzelman-t 1942. szeptember 30-án bocsátották vízre és az ő nevét viselte.

## Fordítás
Ez a szócikk részben vagy egészben  a   Samuel P. Heintzelman című angol Wikipédia-szócikk ezen változatának fordításán alapul.  Az eredeti cikk szerkesztőit annak laptörténete sorolja fel. Ez a jelzés csupán a megfogalmazás eredetét és a szerzői jogokat jelzi, nem szolgál a cikkben szereplő információk forrásmegjelöléseként.